# Trent Harris

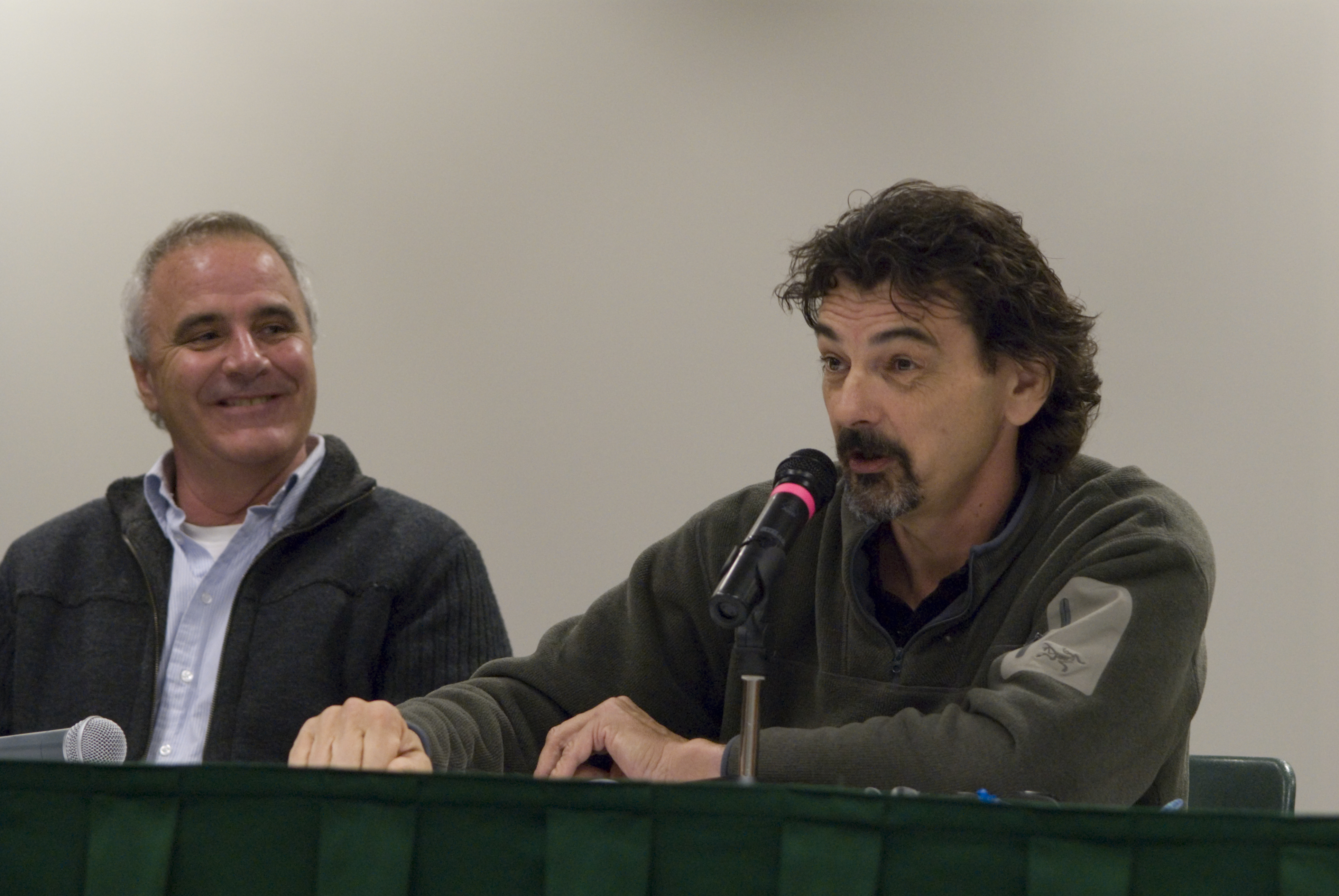
Trent Harris (links) mit Mel Halbach (2007)

Trent Harris (* 1952 in Salt Lake City) ist ein US-amerikanischer Regisseur und Drehbuchautor von mehreren Kultfilmen und mehr als 200 Kurzfilmen.

## Werdegang
Harris Karriere begann, nachdem er als Angestellter eines Fernsehsenders in Salt Lake City eine Fernsehkamera ausprobierte und Groovin' Gary (Richard LaVon Griffith) traf. Dieser bat Harris seinen Auftritt bei einer Castingshow zu filmen, in der Gary in Frauenkleidung als Olivia Newton-Don (nach Olivia Newton-John) auftrat. Diese Geschichte verarbeitete Harris in eine Trilogie, wobei die einzelnen Filme Jahre auseinanderliegen. Der erste Teil ist das originale Videomaterial mit Griffith.
Die Rolle des Groovin' Gary im zweiten Teil der Beaver Trilogy (nach der Stadt Beaver, Utah) übernahm der damals unbekannte Sean Penn. Dieser ließ 2001 den Vertrieb des Filmes verbieten. Crispin Glover spielte Gary im dritten Teil.
Harris Kinofilm Rubin and Ed (1991) bekam ausschließlich schlechte Kritiken und wurde als schlechtester Film des Jahrzehnts bezeichnet. Trotzdem erlangte Rubin and Ed Kultfilmstatus.

„Kult[film] bedeutet, dass du kein Geld damit verdienst.“

Plan 10 from Outer Space (1995)  drehte Harris, um wie Ed Wood der „schlechteste Regisseur aller Zeiten“ zu werden, allerdings wurde der Film von Kritikern positiv bewertet und ein finanzieller Erfolg.

## Filmografie
- 1985: The Orkly Kid (Kurzfilm)
- 1991: Rubin and Ed
- 1995: Plan 10 from Outer Space
- 1997: Burning Man (Kurzfilm)
- 2000: The Beaver Trilogy (teil-fiktiver Dokumentarfilm)
- 2008: Delightful Water Universe
- 2011: Luna Mesa

### Auszeichnungen
Gewonnen:
- 1994: Jury Prize des Raindance Film Festivals für Plan 10 from Outer Space
- 2001: Independent/Experimental Film and Video Award der Los Angeles Film Critics Association für The Beaver Trilogy

Nominiert:
- 1985: Gold Hugo des Chicago International Film Festivals für The Orkly Kid